# Ptychocyste
Le Ptychocyste est un type de cnida utilisé dans la construction de tubes par les anémones urticantes (Ceriantharia).

## Rôle

Derme aboral d'un polype.

Ces anémones construisent un tube au sein duquel elles peuvent se contracter presque entièrement pour se protéger.

## Composition
Les ptychocystes forment avec des grains de sable ces tubes de protection.